# Trại tập trung Herzogenbusch

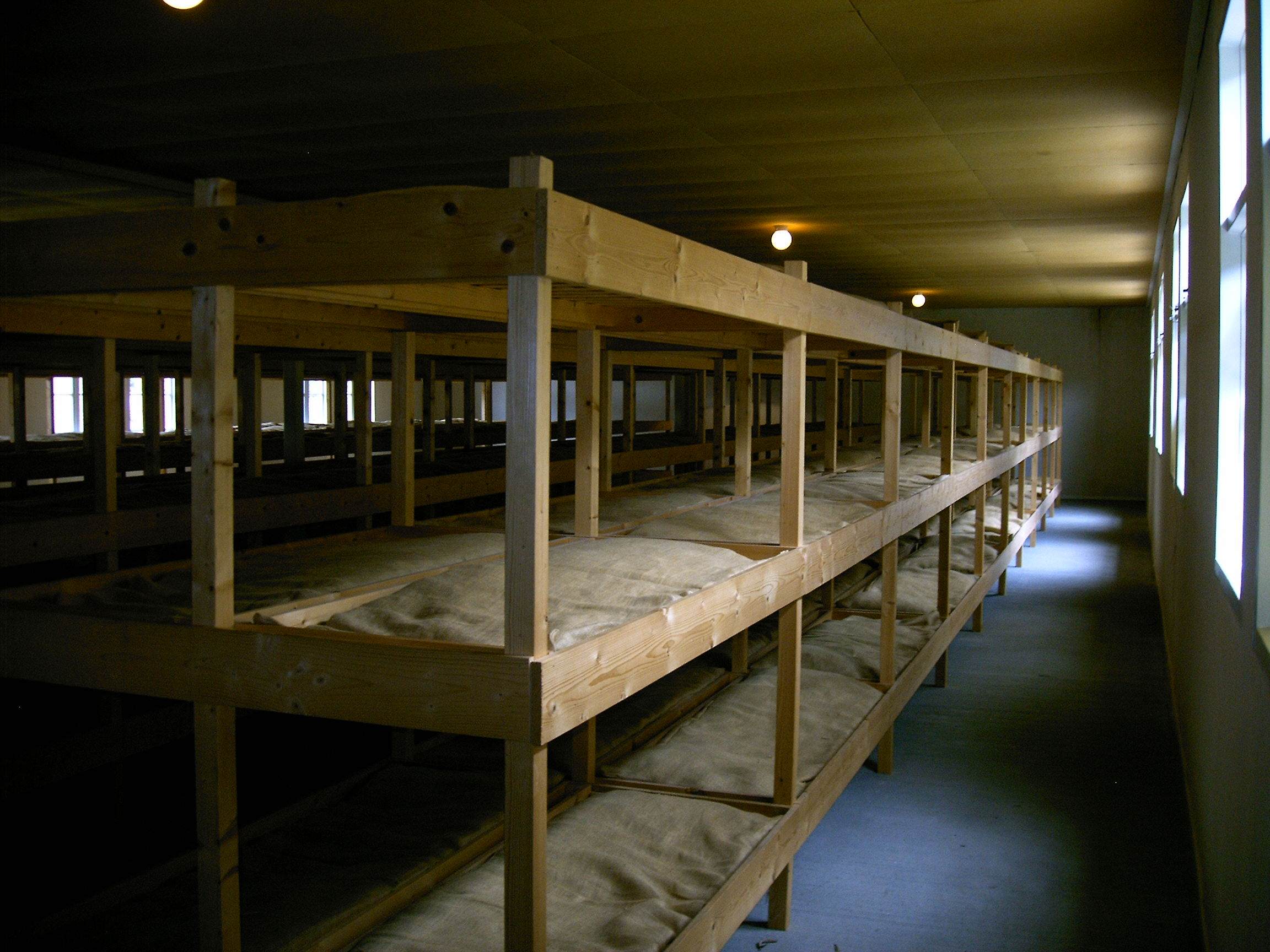
Giường trong doanh trại

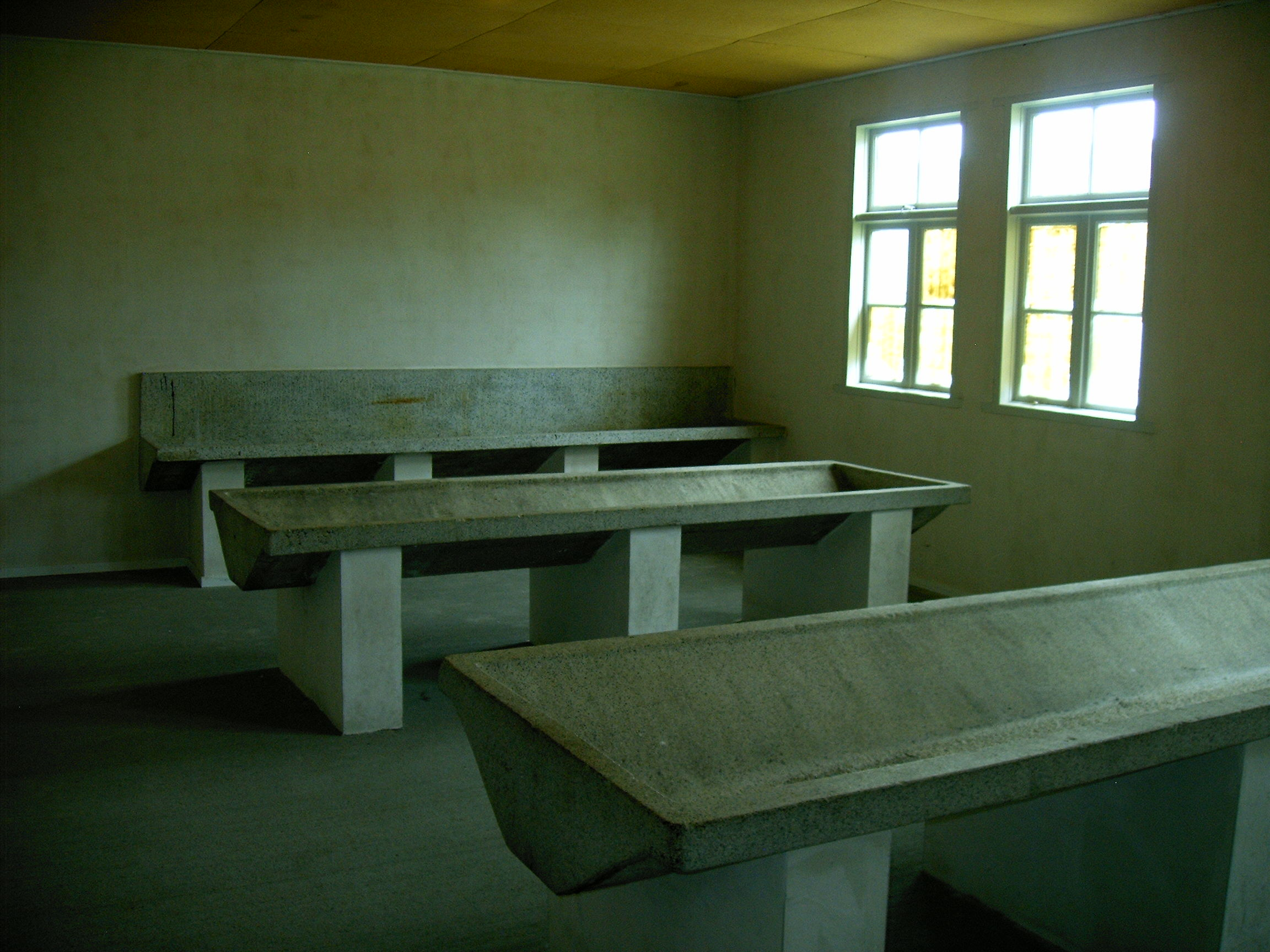
Khu giặt đồ cho tù nhân

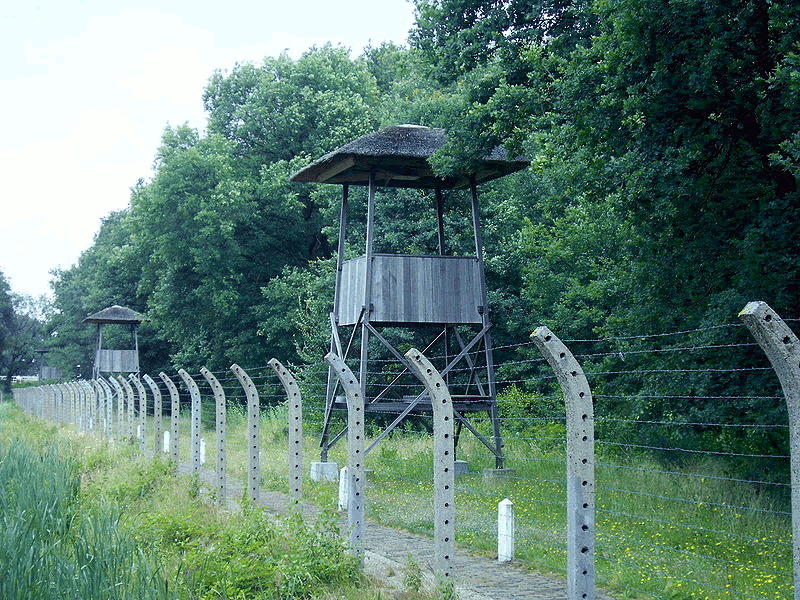
Tháp canh và hàng rào dây thép gai trong trại

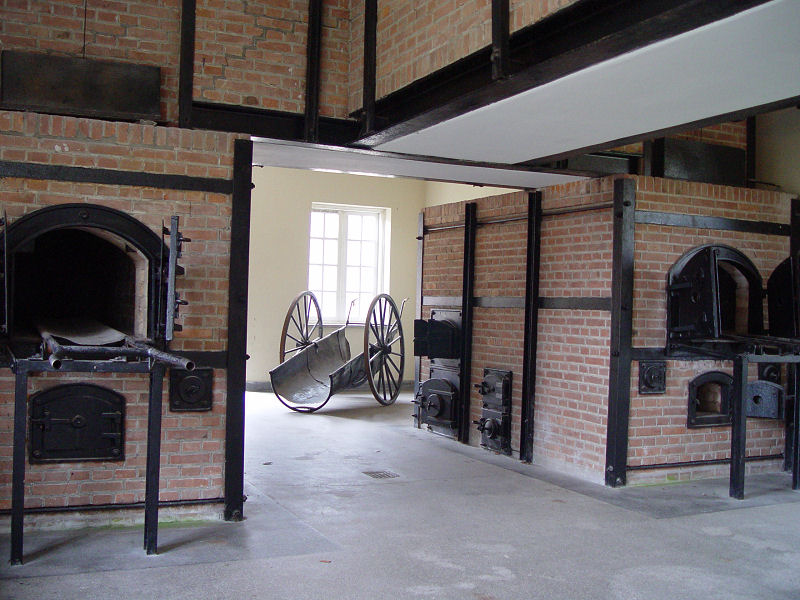
Khu hỏa táng trong trại

Herzogenbusch là một trại tập trung của Đức Quốc xã nằm ở Vught gần thị trấn 's-Hertogenbosch, Hà Lan. Trại được mở vào năm 1943 và giam giữ 31.000 tù nhân. 749 tù nhân đã chết trong trại, và những người khác đã được chuyển đến các trại khác ngay trước khi trại được giải phóng bởi Lực lượng Đồng Minh vào năm 1944. Sau chiến tranh, trại được sử dụng làm nhà tù cho những người Đức và cộng tác viên người Hà Lan. Ngày nay trại thành một trung tâm của du khách với các cuộc triển lãm và Đài tưởng niệm Quốc gia Nationaal Monument Kamp Vught tưởng nhớ trại và các nạn nhân của nó.

## Lịch sử
Trong Thế chiến II, Đức Quốc xã đã chiếm Hà Lan (1940-1945). Năm 1942, Đức quốc xã đã vận chuyển người Do Thái và các tù nhân khác từ Hà Lan qua các trại trung chuyển Amersfoort và Westerbork đến trại tập trung Auschwitz, ngoại trừ 850 tù nhân được gửi đến trại tập trung Mauthausen.  Khi Amersfoort và Westerbork dường như trở nên quá nhỏ để xử lý số lượng lớn tù nhân, Schutzstaffel (SS) đã quyết định xây dựng một trại tập trung ở Vught gần thị trấn 's-Hertogenbosch.
Việc xây dựng trại tại Herzogenbusch, tên tiếng Đức của 's-Hertogenbosch, bắt đầu vào năm 1942. Trại được mô phỏng theo các trại tập trung ở Đức. Những tù nhân đầu tiên, đến năm 1943, phải hoàn thành việc xây dựng trại; nó được sử dụng từ tháng 1 năm 1943 đến tháng 9 năm 1944. Trong thời kỳ này, nó đã giam giữ gần 31.000 tù nhân gồm Người Do Thái, tù nhân chính trị, người kháng chiến, người Digan, Nhân Chứng Giê-hô-va, người đồng tính, người vô gia cư, người buôn bán chợ đen, tội phạm và con tin.